# Szant Chaczatrian
Szant Chaczatrian (orm. Շանթ Խաչատրյանը; ur. 2001) – ormiański zapaśnik startujący w stylu klasycznym. Zajął czternaste miejsce na mistrzostwach świata w 2023 roku.
Siódmy na mistrzostwach Europy w 2023. Brązowy medalista wojskowych MŚ w 2024. 
Trzeci na MŚ U-23 w 2021 i na ME U-23 w 2022. Drugi na MŚ juniorów w 2019 i trzeci w 2021. Mistrz Europy kadetów w 2016 roku